# František Havránek
František Havránek (Pozsony, 1923. július 11. – 2011. március 16.) cseh labdarúgó, edző, szövetségi kapitány.

## Pályafutása

### Játékosként
Egy cseh pénzügyőr gyermekeként született. Gyermekkorát a Magas-Tátrában töltötte, ahol a téli sportokkal foglalkozott. Ezután Pozsonyban élt nagyszüleivel. 1939-ben a Szlovák Köztársaság létrejötte után családját visszatelepítették a németek által megszállt Csehországba. A család Sadskában telepedett le, ahol 1939 és 1945 között az AFK Sadská labdarúgója volt. Ezt követően játszott még az Aston Villa Mladá Boleslav, a Jiskra Liberec, a Jiskra Jablonec nad Nisou és a Jiskra Mimoň csapataiban.

### Edzőként
1964 és 1966 között a Spartak Hradec Kralové, 1966 és 1968 között a Slavia Praha vezetőedzője volt. 1970 és 1972 között a ciprusi EPA Lárnakasz szakmai munkáját irányította. 1972 és 1976 között a Zbrojovka Brno, 1976 és 1978 között a lengyel Ruch Chorzów vezetőedzője volt. 1980-ban a csehszlovák olimpiai válogatott szövetségi kapitánya és az 1980-as moszkvai olimpián aranyérmet nyert a csapattal. 1982 és 19814 között az A-válogatott szövetségi kapitányaként tevékenykedett. 1984 és 1986 között a ciprusi AEL Lemeszú vezetőedzője volt.

## Sikerei, díjai
Edzőként
 Csehszlovákia
- Olimpiai játékok
  - aranyérmes: 1980, Moszkva

 EPA Lárnakasz
- Ciprusi bajnokság
  - 2.: 1971–72

 AEL Lemeszú
- Ciprusi kupa
  - győztes: 1985